# S.P. Reno Centese A.S.D.
Società Polisportiva Reno Centese Associazione Sportiva Dilettante là một câu lạc bộ bóng đá Ý đến từ Reno Centese, frazione của Cento, Emilia-Romagna. Màu sắc của đội là xanh dương và xanh nhạt.